# Lizzie Velásquez
Elizabeth Ann "Lizzie" Velásquez (Austin, Texas, Estats Units d'Amèrica, 13 de març de 1989) és una dona nord-americana que té una malaltia extremadament rara que l'ha portat a convertir-se en escriptora i oradora motivacional. Se l'ha anomenat "la dona més lletja del món".

## Primers anys i antecedents
Lizzie va néixer el 13 de març de 1989 a Austin, Texas, i és la major de tres germanes (Rita i Guadalupe Velásquez). Va néixer prematura als 8 mesos de gestació, amb un pes de només 1,219 kg. La seva malaltia va ser declarada als 23 anys, al setembre de 2012, quan estava a punt de graduar-se a la Universitat Estatal de Texas amb especialització a l'àrea de Comunicació. Ella és catòlica romana i s'ha pronunciat amb relació a la seva creença en Déu, que "em va beneir amb la benedicció més gran de la meva vida, que és la meva síndrome".

## Condició
Velásquez pateix una malaltia rara de la qual es coneixen solament dos casos, incloent-hi el seu. Com a resultat d'aquesta estranya síndrome el seu nivell de greix corporal és del 0%, i pesa només 27 kg; no és anorèxica però no pot guanyar pes i necessita alimentar-se en petites quantitats diverses vegades al dia. És cega de l'ull dret i té visió limitada en l'altre. El seu patiment és similar altres com ara la progèria. Lizzie té algunes característiques progeroides físiques, com ara a nas punxegut i pell envellida. A més, té problemes addicionals al diagnòstic mèdic, però la seva condició no és terminal. Diversos investigadors mèdics del Centre Mèdic del Sud-est de la Universitat de Texas l'han investigat i han expressat que pot ser una forma de síndrome neonatal progèria que, almenys, no ha atacat al seu sistema ossi, els seus òrgans ni les seves dents. Es creu que la condició no és hereditària.

## Aparença i missatge
Lizzie Velásquez ha estat objecte d'intimidació (assetjament escolar) en línia, en resposta ella s'ha mostrat en públic. No sempre és fàcil per a ella bregar amb la pressió del públic. Ella vol que la gent sàpiga sobre el seu trastorn i el seu lema és "Deixa de mirar, comença a aprendre".
Una font informa de la seva aparició en més de dos centenars de tallers com a oradora motivacional entre les edats de 17 i 23, una activitat que segueix desenvolupant.

## Publicacions
La seva primera obra publicada va ser la seva autobiografia, de la qual és coautora, publicada el 2010.
En el seu segon llibre "Be beautiful, be you" publicat el setembre de 2012, advoca perquè s'informi la gent que l'aparença no importa i que hom hauria d'estimar-se a si mateix pel que és.